# 菱湖舌镖水蚤
菱湖舌镖水蚤（学名：Ligulodiaptomus linhuensis）为镖水蚤科舌镖水蚤属的动物，是中国的特有物种。分布于浙江等地，主要生活于淡水环境中。